# فرط ثلاثي غليسيريد الدم العائلي
فرط ثلاثي غليسيريد الدم العائلي (عسر شحميات الدم العائلي من النمط IV) هو اضطراب وراثي متميز بفرط إنتاج البروتينات الدهنية منخفضة الكثافة جدًا (في إل دي إل) بواسطة الكبد.نتيجة لذلك، يمتلك الفرد المصاب عددًا زائدًا من هذه البروتينات الدهنية وثلاثيات الغليسيريد على نتائج الدهون الخاصة به. عادة ما يتطور هذه الاضطراب الوراثي وفق صفة وراثية جسمية سائدة. يتظاهر الاضطراب سريريًا لدى المرضى بارتفاعات بسيطة إلى معتدلة في مستويات ثلاثيات الغليسيريد. يرتبط فرط ثلاثي غليسيريد الدم العائلي نموذجيًا مع غيره من الحالات المرضية المرافقة مثل ارتفاع ضغط الدم، والسمنة وفرط سكر الدم. يكون الأفراد المصابون بهذا الاضطراب في الغالب متغايري الزيجوت في طفرة معطلة للتشفير الجيني الخاص بليباز البروتين الشحمي (إل بّي إل). تؤدي هذه الطفرة الوحيدة إلى رفع مستويات ثلاثي غليسيريد الدم بشكل ملحوظ. مع ذلك، قد تسبب أيضًا زيادة هذه المستويات إلى درجة مرضية عند اقترانها ببعض الأدوية أو بحالات مرضية أخرى. قد يؤدي الارتفاع الكبيرة في ثلاثي غليسيريد الدم بدوره إلى ظهور عدد من العلامات السريرية وتطور التهاب البنكرياس الحاد.
يمكن تصنيف فرط ثلاثي غليسريد الدم العائلي ضمن الأنماط الظاهرية الخاصة بفريدريكسون ليفي ولي (إف إل إل). تشمل هذه الأنماط الظاهرية كلًا من الأنواع I، و IIa، و IIb، و III، و IV و V من عسر شحميات الدم. يُعتبر فرط ثلاثي غليسيريد الدم العائلي أيضًا عسر شحميات الدم العائلي من النوع IV الذي يمكن تمييزه عن غيره من اضطرابات عسر الشحميات بالاستناد إلى نسب الدهون الخاصة بالفرد. يتميز فرط ثلاثي غليسيريد الدم العائلي عن غيره من حالات عسر شحميات الدم الأخرى بالارتفاع الكبير في مستويات ثلاثي الغليسيريد بالإضافة إلى انخفاض مستويات البروتينات الدهنية عالية الكثافة. تجدر الملاحظة أن الحالات المرضية المرافقة في غالبية الأوقات لهذا الاضطراب قادرة على إحداث تغييرات إضافية بدورها على نسب الدهون.

## العلاج
ينبغي على علاجات فرط ثلاثي غليسيريد الدم العائلي التركيز في المقام الأول على خفض مستويات ثلاثي غليسيريد الدم. عند وجود حالات مرضية مرافقة، يجب التأكد من معالجتها بالشكل المناسب القادر على المساعدة في الحصول على درجات طبيعية أكثر في تحاليل نسب الدهون. توصي الإرشادات الحالية بوجوب إيلاء انتباه خاص إلى خطر تطوير المرض القلبي الوعائي لدى الأفراد المصابين بحالات بسيطة إلى معتدلة من فرط ثلاثي غليسيريد الدم العائلي. ينبغي على الأفراد المصابين بحالات شديدة من فرط ثلاثي غليسيريد الدم العائلي الخضوع للتقييمات الضرورية على الفور لاحتمالية إصابتهم بالتهاب البنكرياس. يتألف العلاج الأولي لفرط ثلاثي غليسيريد الدم العائلي الشديد من إعطاء المريض العلاج بالفايبرات في محاولة تعديل مستويات ثلاثي الغليسيريد. تشمل علاجات الخط الأول الفايبرات بما فيها الفينوفايبرات أو الجمفبروزيل. يمكن استخدام علاج النياسين الإضافي لدى الأفراد غير القادرين على إنقاص مستويات ثلاثي غليسيريد الدم عن طريق العلاج الأحادي بالفايبرات. يلعب النياسين دورًا مفيدًا على وجه الخصوص لدى الأفراد ذوي خطر الإصابة المرتفع بالتهاب البنكرياس. قد تلعب مكملات زيت السمك دورًا مفيدًا كذلك، إذ ثبتت قدرتها على إحداث نقص كبير في مستويات ثلاثي الغليسيريد والبروتينات الدهنية منخفضة الكثافة على حد سواء. في حالة تدبير المرض بشكل صحيح، يمتلك الأفراد المصابون بفرط ثلاثي غليسيريد الدم العائلي إنذارًا جيدًا إلى حد ما. لا يظهر هؤلاء الأفراد أي مستويات غير مضبوطة لثلاثي غليسيريد الدم والبروتينات الدهنية منخفضة الكثافة عند نجاح العلاج. من الهام توعية الفرد حول الأسباب الثانوية المحتملة لارتفاع نسب الدهون. يوفر التدبير الصحيح لأي أسباب ثانوية محتملة إنذارًا جيدًا لصحة الفرد الإجمالية.